# Octar
Octar o Ouptaros (¿?-430) fue rey de los hunos junto a su hermano Rugila. Sus antepasados y su vínculo con los anteriores reyes Uldin y Charaton son desconocidos.
Según el historiador Prisco, Octar era hermano de Mundzuk, el cual a su vez fue el padre de Bleda y Atila.
Sócrates de Constantinopla identifica a Octar con el nombre de Ouptaros el cual murió en el año 430 en las proximidades del río Rin durante un ataque de los burgundios. Según esta referencia se deduce que Octar gobernó la horda de hunos occidentales y su hermano Rugila a la horda oriental.
Luego de su muerte Rugila asumió el mando de la totalidad de los hunos.